# Suchinitschi
Suchinitschi (russisch Сухиничи) ist eine Stadt in der Oblast Kaluga (Russland) mit 16.273 Einwohnern (Stand 14. Oktober 2010).

## Geografie
Die Stadt liegt etwa 100 km südwestlich der Oblasthauptstadt Kaluga am Bryn, einem linken Nebenfluss der Schisdra im Flusssystem der Wolga.
Suchinitschi ist Verwaltungszentrum des gleichnamigen Rajons.

## Geschichte

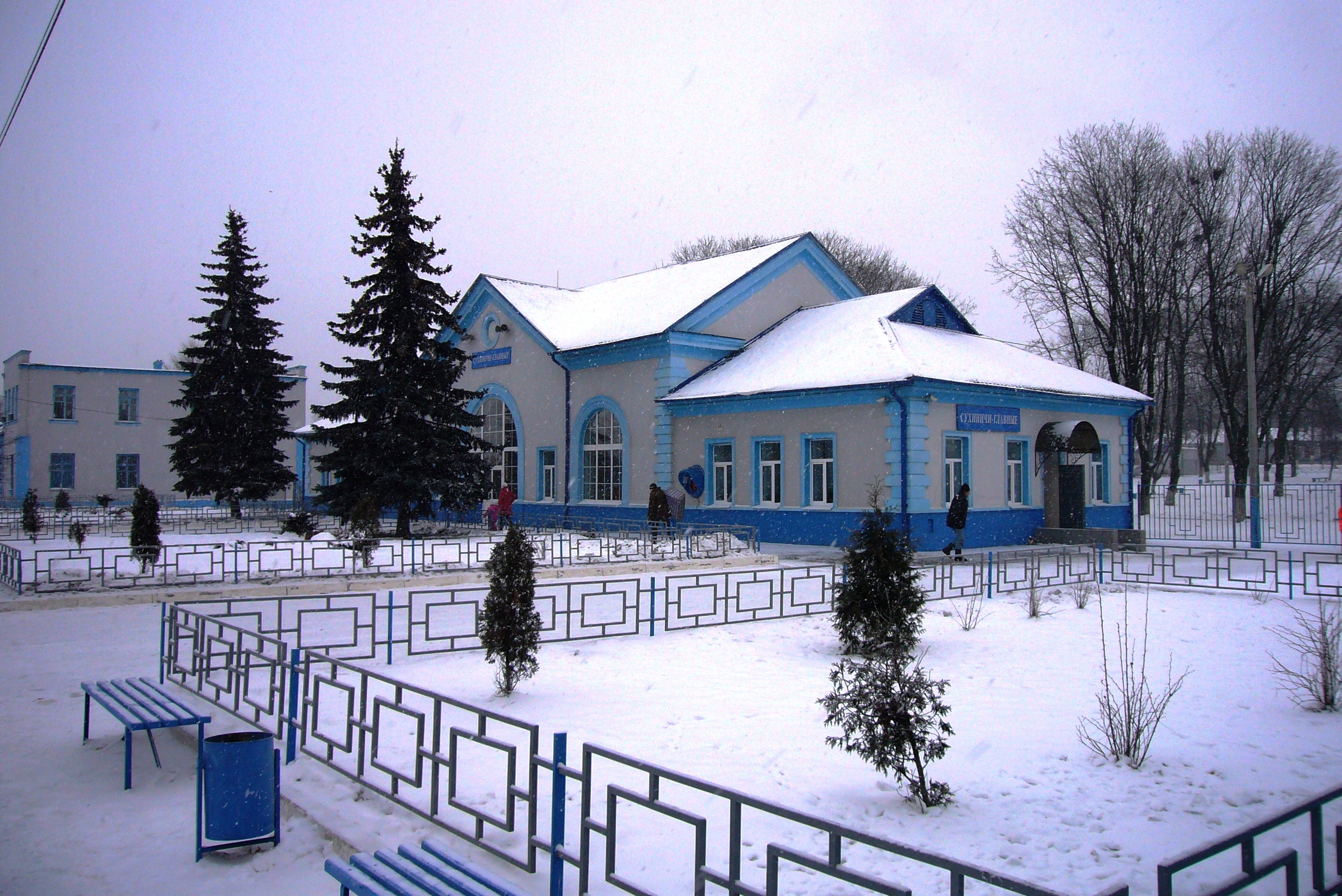
Bahnhof Suchinitschi-Glawnyje

Suchinitschi wurde in der ersten Hälfte des 18. Jahrhunderts als Dorf gegründet. Der Name ist von einem in der Gegend verbreiteten Ruf- bzw. Familiennamen Suchin oder Suchinin abgeleitet. Zu Beginn des 19. Jahrhunderts bildete Suchinitschi zusammen mit mehreren umliegenden Dörfern ein größeres Gemeinwesen (Obschtschina) direkt dem Zarenhof unterstellter Bauern und war bedeutender Lager- und Handelsort, insbesondere für landwirtschaftliche Erzeugnisse.
1840 wurde das Stadtrecht verliehen. Gegen Ende des 19. Jahrhunderts entwickelte sich Suchinitschi zu einem wichtigen Eisenbahnknotenpunkt.
Im Zweiten Weltkrieg wurde Suchinitschi am 7. Oktober 1941 von der deutschen Wehrmacht besetzt und am 29. Januar 1942 von der Westfront der Roten Armee im Rahmen der Rschew-Wjasmaer Operation zurückerobert. Als bedeutender Eisenbahnknotenpunkt war die Stadt besonders Anfang 1942 hart umkämpft.

### Bevölkerungsentwicklung
| Jahr | Einwohner |
| ---- | --------- |
| 1897 | 5.447     |
| 1926 | 6.600     |
| 1939 | 10.820    |
| 1959 | 12.717    |
| 1970 | 16.536    |
| 1979 | 16.434    |
| 1989 | 17.762    |
| 2002 | 16.387    |
| 2010 | 16.273    |

Anmerkung: Volkszählungsdaten (1926 gerundet)

## Wirtschaft und Infrastruktur
In Suchinitschi gibt es Betriebe des Gerätebaus, der Textil- und Lebensmittelindustrie, der Bauwirtschaft und eine Kunststofffabrik.
Die Stadt ist ein wichtiger Eisenbahnknotenpunkt an der auf diesem Abschnitt 1899 eröffneten Strecke Moskau–Brjansk–Kiew (Stationsname Suchinitschii-Glawnyje (Hauptbahnhof), Streckenkilometer 261). Diese Linie wird hier von der ebenfalls 1899 eröffneten Strecke Smolensk–Tschaplygin bzw. Tula gekreuzt. Außerdem zweigt hier eine weitere Strecke über Kirow nach Roslawl (eröffnet 1935) ab. Hier befinden sich ein Güterbahnhof mit Rangiergleisen und ein Depot mit Eisenbahnwerkstätten.
Die Fernstraße M3 Moskau–Brjansk–ukrainische Grenze (von dort weiter nach Kiew) führt nordwestlich an der Stadt vorbei.

## Söhne und Töchter der Stadt
- Lew Okun (1929–2015), theoretischer Physiker